# Dorycera scalaris
Dorycera scalaris är en tvåvingeart som beskrevs av Friedrich Hermann Loew 1868. Dorycera scalaris ingår i släktet Dorycera och familjen fläckflugor.
Artens utbredningsområde är Spanien. Inga underarter finns listade i Catalogue of Life.